# Hemiole
Eine Hemiole (griechisch ἡμιόλιος, hēmiólios „anderthalb“) ist eine Sonderform der Synkope. Dabei wird das Betonungsschema eines Taktes durch Akzentverschiebung vorübergehend so aufgebrochen, dass der Schein einer neuen anderen Taktart gesetzt wird. Durch Überbindung werden häufig zwei Dreiertakte zu einem großen Dreiertakt des doppelten Notenwertes umgedeutet. Hemiolen sind aber auch – in diesem Fall ohne Überbindung – im 6⁄4- oder 6⁄8-Takt möglich (und werden dadurch zum 3⁄2- bzw. 3⁄4-Takt).
Beispiel einer Hemiolenbildung:

1. Zeile: Notation. 3. und 4. Takt: Die Überbindung, die zur Hemiolenbildung führt.
2. Zeile: Erzielte Wirkung. 3. Takt: Aus zwei 3⁄4-Takten wird quasi ein 3⁄2-Takt.

Die neue Taktgliederung und der veränderte Rhythmus haben die Wirkung einer Verbreiterung (ritardando). Dieser Effekt findet sich oft in Barock-Kadenzen, besonders bei Phrasenabschlüssen in Tanzsätzen. Obwohl sie in der Wiener Klassik etwas in Vergessenheit gerieten, findet man Hemiolen im 19. Jahrhundert wieder häufiger, so insbesondere bei Johannes Brahms oder Robert Schumann.

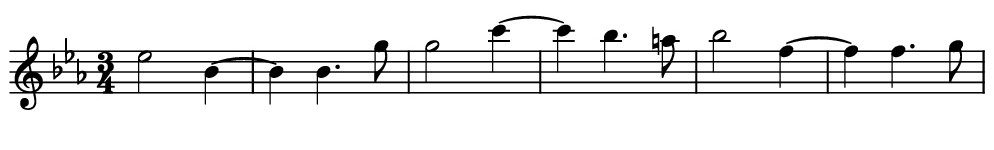
Beispiel einer Hemiole aus dem Hauptthema der 3. Sinfonie Es-Dur von R. Schumann. Das Thema ist die ersten Takte quasi im -Takt.

Eine Hemiole kann auch durch entsprechende rhythmische Gestaltung innerhalb eines Dreiertaktes ohne Synkopierung entstehen.

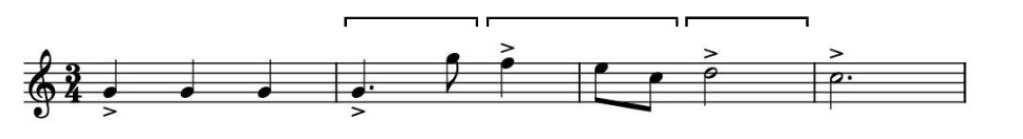
Durch rhythmische Gestaltung und Akzentuierung wird eine Hemiole ganz ohne Synkopierung gebildet.

In der Mensuralnotation wurde eine Hemiole häufig durch Kolorierung bzw. Notenschwärzung gekennzeichnet im damals üblichen 3⁄1-Takt (die Kennzeichnung 3⁄2 ist in diesem Fall keine Taktbezeichnung). In späteren Zeiten unterblieb die Kennzeichnung der Hemiole.